# Campeonato Italiano de Rugby 1986-87
El Campeonato de Rugby de Italia de 1986-87 fue la quincuagésima séptima edición de la primera división del rugby de Italia.

## Sistema de disputa
Los equipos se enfrentaron en condición de local y de visitante frente a cada uno de sus rivales.
El equipo que al finalizar el torneo se encuentre en la primera posición se declara automáticamente como campeón.
Mientras que los tres últimos equipos descenderán directamente a la segunda división.

## Desarrollo
- Tabla de posiciones:[1]

| Pos. | Equipo           | Encuentros | Encuentros | Encuentros | Encuentros | Tantos | Tantos | Tantos | Puntos |
| Pos. | Equipo           | PJ         | PG         | PE         | PP         | F      | C      | Dif    | Puntos |
| ---- | ---------------- | ---------- | ---------- | ---------- | ---------- | ------ | ------ | ------ | ------ |
| 1.º  | Petrarca Padova  | 22         | 18         | 2          | 2          | 483    | 189    | +294   | 38     |
| 2.º  | Benetton Treviso | 22         | 17         | 2          | 3          | 430    | 242    | +188   | 36     |
| 3.º  | L'Aquila Rugby   | 22         | 14         | 2          | 6          | 478    | 262    | +216   | 30     |
| 4.º  | Rugby Brescia    | 22         | 12         | 2          | 8          | 327    | 309    | +18    | 26     |
| 5.º  | Rugby Rovigo     | 22         | 12         | 0          | 10         | 403    | 262    | +141   | 24     |
| 6.º  | Rugby Parma      | 22         | 11         | 0          | 11         | 338    | 280    | +58    | 22     |
| 7.º  | Amatori Milano   | 22         | 9          | 1          | 12         | 307    | 424    | -117   | 19     |
| 8.º  | Casale Rugby     | 22         | 7          | 1          | 14         | 272    | 420    | -148   | 15     |
| 9.º  | CUS Roma         | 22         | 6          | 2          | 14         | 334    | 467    | -133   | 14     |
| 10.º | Amatori Catania  | 22         | 7          | 0          | 15         | 230    | 390    | -160   | 14     |
| 11.º | Rugby Calvisano  | 22         | 6          | 1          | 15         | 277    | 379    | -102   | 13     |
| 12.º | Mirano Rugby     | 22         | 6          | 1          | 15         | 231    | 486    | -255   | 13     |

|  | Campeón.                 |
|  | Descendido a la Serie B. |

| Bandera de Italia       |
| Campeón Petrarca Padova |
| Décimo primer título    |